# Peng Sunyi
Peng Sunyi 彭孙贻 / 彭孫貽 (* 1615; † 1673), hao: Mingzhai 茗斋 war ein Literat aus Haiyan in Zhejiang am Ende der Ming- und Anfang der Qing-Dynastie. Gesammelte Werke von ihm (Mingzhai ji 茗斋集)  sind im Congshu Sibu congkan enthalten.